# Neocoenorrhinus germanicus
Neocoenorrhinus germanicus là một loài bọ cánh cứng trong họ Rhynchitidae. Loài này được Herbst miêu tả khoa học năm 1797.

## Hình ảnh

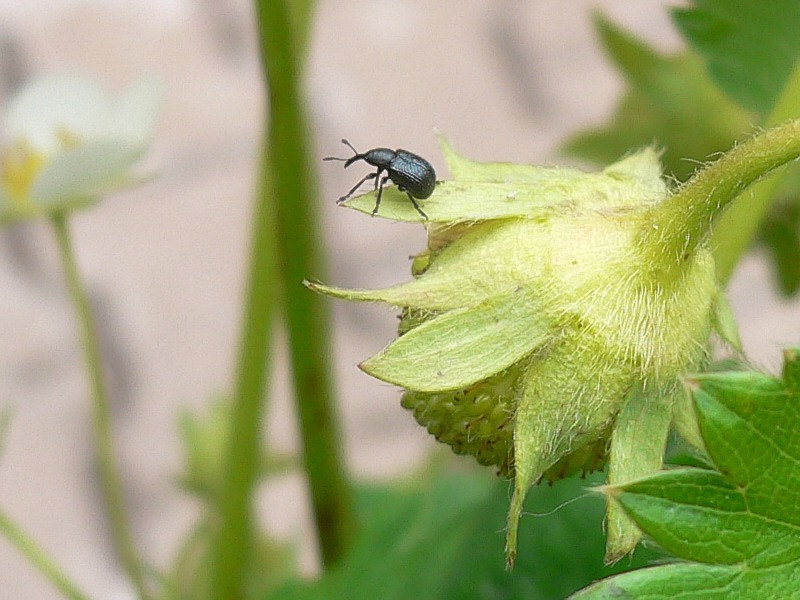
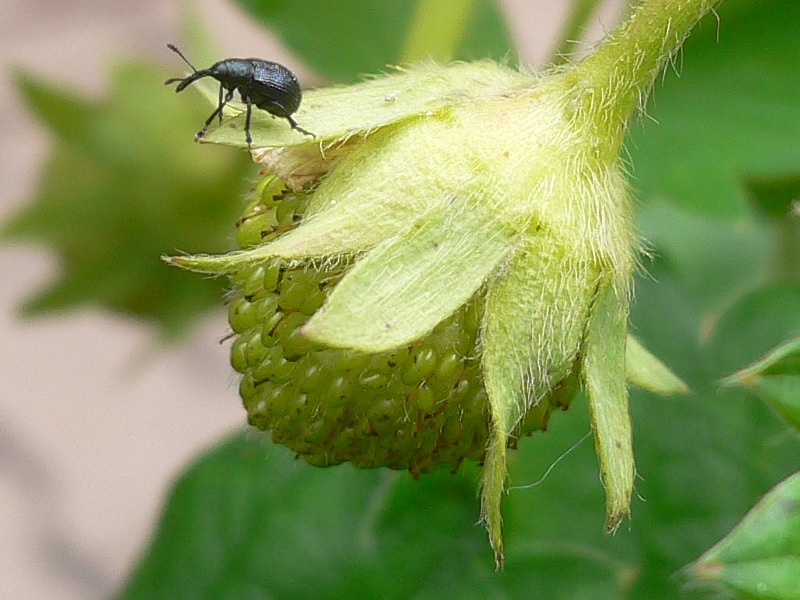
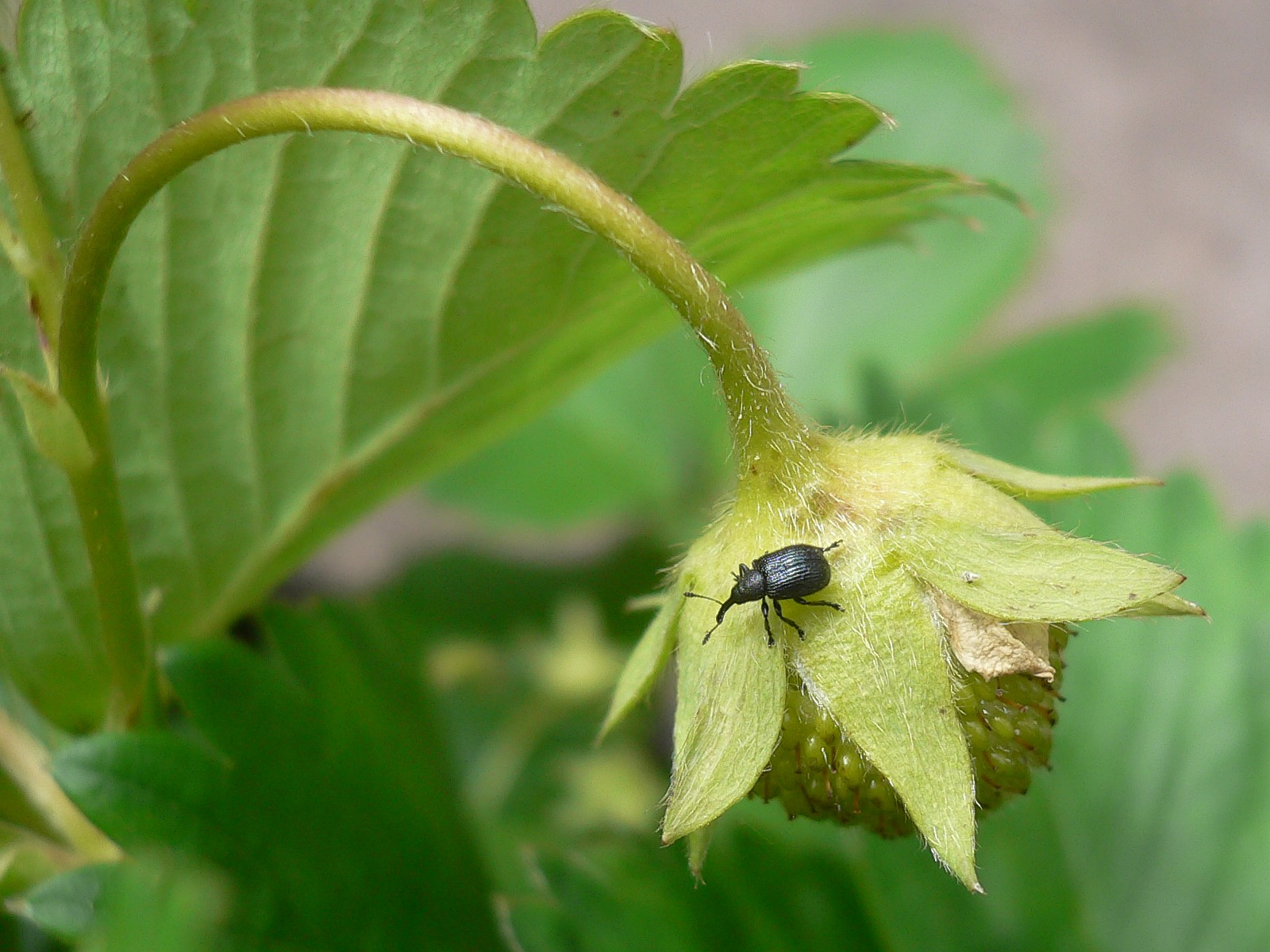